# بونیاویرالس
بونیاویرالس (به لاتین: Bunyavirales) نام راسته‌ای از ویروس آران‌ای تک-رشته‌ای با سوی منفی است. بونیاویرالس تنها راسته از ردهٔ الیوویریست‌ها است. در گذشته بونیاویرالس را خانوادهٔ ویروس‌های بونیاویردا می‌دانستند. نام بونیاویرالس از نام بانیامورا، جایی که نخستین بار بانیامورا اورتوبانیاویروس شناسایی شد گرفته شده‌است. نام الیوویریست از نام ویروس‌شناس سرشناس ریچارد الیوت که بر روی این ویروس کار می‌کرده، گرفته شده‌است.
این راسته از ویروس‌ها در گروه پنجم دسته‌بندی بالتیمور جای دارند، آنها ویروسِ آران‌ای با سوی منفی و تک-رشته‌ای اند که معمولاً در بندپایان یا جوندگان یافت می‌شوند. برخی از ویروس‌ها در این راسته انسان را آلوده می‌کنند و برخی گیاهان را هم می‌توانند آلوده کنند. از جمله آلودگی‌های منتقل شده به انسان توسط بونیاویروس‌ها می‌توان به تب خونریزی‌دهنده کریمه-کنگو اشاره کرد.
بیشتر بونیاویروس‌ها یک ناقل دارند. به جز هانتاویروس‌ها و آرناویروس‌ها همه در راستهٔ بونیاویرالس توسط بندپایانی مانند پشه، شن‌مگس و کنه می‌توانند منتقل شوند. خود ویروس هانتا توسط موش‌های آهویی منتقل می‌شود. پدیدهٔ انتقال ویروس به بحث وجود ناقل بسیار مرتبط است از این رو ویروس‌هایی که با نیش پشه می‌توانند منتقل شوند در تابستان بیشتر دیده می‌شوند.